# Schloss Gräfenhausen

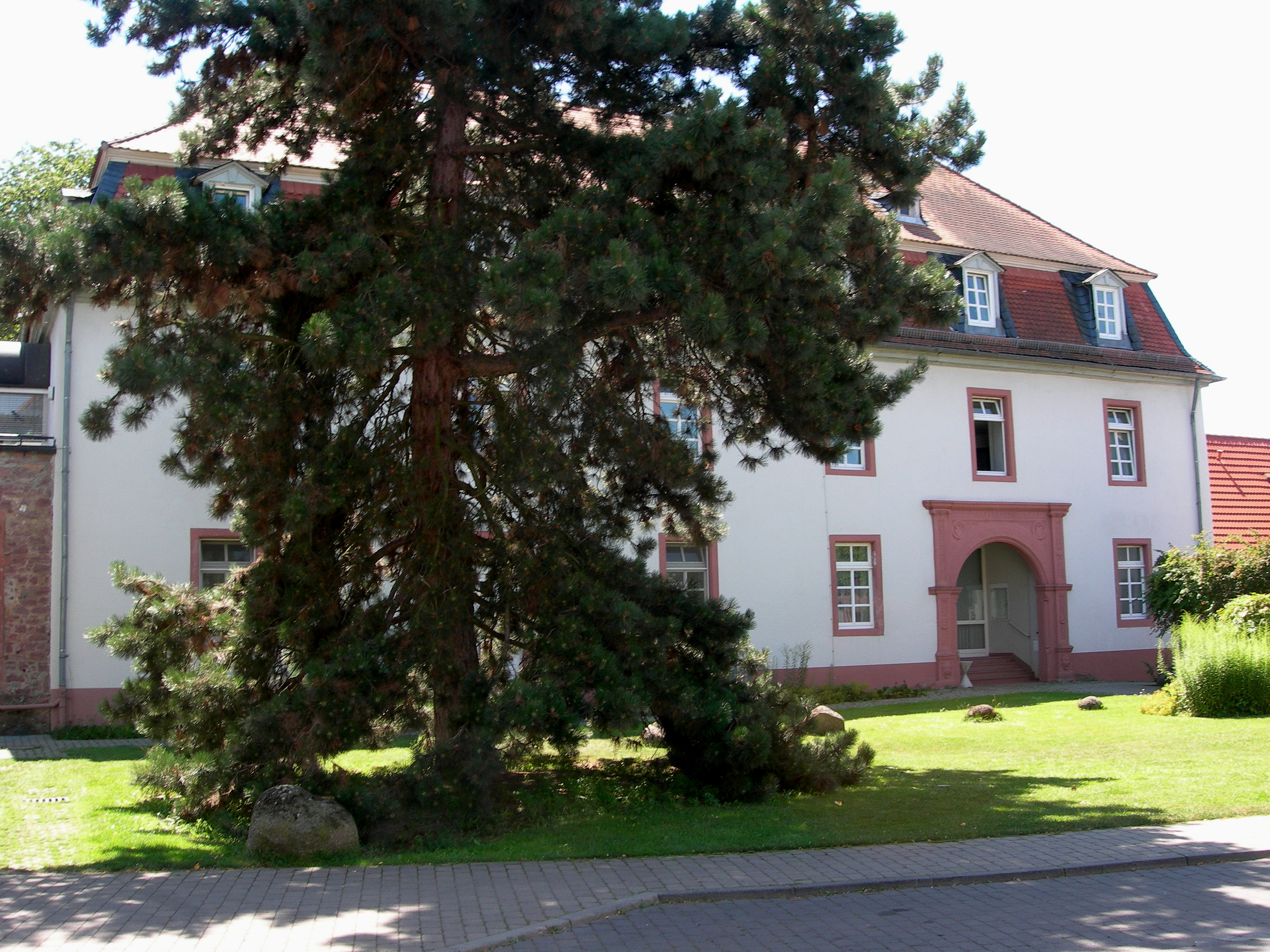
Das ehemalige Schloss von Gräfenhausen

Das Schloss Gräfenhausen ist ein ehemaliges Schloss im Weiterstädter Stadtteil Gräfenhausen im südhessischen Landkreis Darmstadt-Dieburg. Heute beherbergt es ein Alters- und Pflegeheim, das Ohlystift.

## Geschichte
Nach 1211 erbaute vermutlich Waro von Hagen, ein jüngerer Bruder von Kuno von Hagen-Münzenberg, eine Burg bzw. Wasserburg. Er war im Besitz des Reichsforstes von Dreieich. Die Burg war vermutlich Reichslehen. Über 400 Jahre blieb Gräfenhausen im Besitz der Herren von Heusenstamm. Die Wasserburg befand sich in der Ortsmitte; von ihr sind keine Reste mehr erhalten.
Das Gräfenhausener Schloss, heute Ohlystift genannt, wurde 1555 gebaut. In einem Gräfenhausener Salbuch aus dem Jahr 1725 wurde es wie folgt beschrieben: Das Schloss hat ein zweistöckiges Wohnhaus mit Wachturm und Brunnen, neun Schweineställe, einen Pflanzengarten, einen Schießgarten, ein Holzstall und einen großen Schuppen mit Heuboden.
In der zweiten Hälfte des 16. Jahrhunderts und Anfang des 17. Jahrhunderts erfolgten Um- und Neubauten zum Renaissanceschloss. Hans Heinrich von Heussenstamm ließ den Vorhof, vier Scheunen und mehrere Stallungen errichten sowie die Wehrhaftigkeit des Schlosses mit drei Bollwerken verstärken.

### Besitzerwechsel
Im Jahr 1658 wurde Schloss Gräfenhausen von den Herren von Heusenstamm nach langen Verhandlungen an die Landgrafschaft Hessen-Darmstadt verkauft. Zwei Jahre später wurde der Verkauf des Schlosses von Kaiser Leopold I. genehmigt. Landgraf Ludwig IX. schenkte im Jahr 1775 das Schloss mit allem Zubehör 1775 dem Fürstlichen Invalideninstitut. In das Schloss zogen hessische Invaliden mit ihren Frauen und Kindern. Bis ins Jahr 1818 stieg die Kinderzahl enorm, sodass der Großherzog Ludwig I. entschied, das Wirken der Anstalt zu beenden. Noch im gleichen Jahr versuchte man, das Schloss zu versteigern. Trotz der Angebote, die in Zeitungen veröffentlicht wurden, blieb ein Verkauf aus. Für die nächsten zwei Jahre wurde das Schloss als Lazarett genutzt und anschließend für über zehn Jahre leerstehen gelassen. Schließlich konnte man das Schloss im Jahr 1832 für 5917 Gulden an den Mainzer Kattunfabrikanten Nikolaus Schwarz verkaufen, der im Schloss eine Manufakturwarenfabrik einrichtete. Der Käufer erhielt jedoch nicht alles vom Schloss. Bereits 1819 wurden die Ställe auf Abbruch versteigert. Am selben Tag wie Nikolaus Schwarz kaufte der Gräfenhausener Bürger Wilhelm Knauf den Kättchensgarten für 792 Gulden.
Die Manufakturwarenfabrik blieb nicht lange bestehen. Danach wechselte das Schloss mehrfach seine Besitzer. Ab 1846 war es in den Händen von Johannes Röder. Zehn Jahre später kaufte es Graf Friedrich von Otting-Fünfstetten. Dieser veräußerte es im Jahr 1864 an Johann Schüler Witwe aus Frankfurt. Weitere sechs Jahre später erhielt es der Engländer Joseph James Bridge. Im Jahr 1873 ging das Schloss an Georg Lapper aus Darmstadt und ein Jahr später an den Molkereibesitzer Heinrich Saul aus Kassel über. Schließlich kaufte es die Stadt Darmstadt im Jahr 1887 für 17500 Mark.

## Das Ohlystift
Nach den zahlreichen Besitzerwechseln errichtete die Stadt Darmstadt im Jahr 1888 eine Fürsorgeanstalt für verwahrloste, leiblich oder sittlich gefährdete Kinder ein. Im ersten Jahr beherbergte die Anstalt 32 Knaben und 18 Mädchen. 20 Jahre später waren es bereits 60 schulpflichtige und 20 konfirmierte Kinder. Nach der Konfirmation kamen die meisten Jungen in eine freie Lehre, aber einige wurden auch in den Anstaltswerkstätten oder in der Gärtnerei für ihr zukünftiges Leben gelehrt. Für die Mädchen waren Arbeiten in Haushaltung, Küche und Wäscherei vorgesehen.
In den Jahren 1898 und 1900 wurde das Schloss etwas umgebaut. Es wurde im Jahr 1898 am alten Treppenturm ein zweistöckiges Gebäude gebaut und es wurden Schweineställe, Schuppen, Stall, Scheuer und Waschküche gebaut, die für die Landwirtschaft benötigt wurden. Ebenfalls im gleichen Jahr wurden 8175 m² Ackerland dazugekauft. Zwischen 1898 und 1899 wurde der alte Speisesaal abgerissen und ein neuer gebaut.
Seit 1896 heißt die Anstalt Ohlystift, benannt nach dem ehemaligen Oberbürgermeister von Darmstadt, Albrecht Ohly.

### Altersheim
Die Betreuung von Jugendlichen wurde 1958 beendet. Seit dieser Zeit wurde das Ohlystift als Altersheim der Stadt Darmstadt genutzt. Im April 1979 wurde das Schloss von der Gemeinde Weiterstadt nach längeren Verhandlungen von der Stadt Darmstadt gekauft. Die Gemeinde ließ es in den Jahren 1988 bis 1990 für 5,50 Millionen DM sanieren. Vom eigentlichen Schloss ist heute nur noch wenig übrig. Den Sanierungsarbeiten fielen der Schlossgraben und der Schlosshof zum Opfer. Bereits im Jahr 1962 wurde ein Bürgerhaus auf dem ehemaligen Schießgarten errichtet. Die Gebäude, die für den landwirtschaftlichen Gebrauch errichtet wurden, sind heute ebenfalls nicht mehr vorhanden. Heute wird das ehemalige Schloss als Alters- und Pflegeheim und als Schule genutzt.